# Lochau
Lochau é um município da Áustria, situado no distrito de Bregenz, no estado de Vorarlberg. Tem 10,25 km² de área e sua população em 2019 foi estimada em 6.060 habitantes.